# Orígenes de la Guerra Fría
Existe amplio consenso en que los orígenes de la Guerra Fría se encuentran estrecha y directamente ligados con las relaciones entre la Unión Soviética y los aliados (Estados Unidos, Reino Unido y Francia) entre los años  1945 a 1991. Estos eventos condujeron a la Guerra Fría que se extendió durante poco menos de medio siglo.
Los eventos que precedieron la Segunda Guerra Mundial, y aún la Revolución rusa de 1917, configuraron tensiones previas a la Segunda Guerra Mundial entre la Unión Soviética, los países del oeste de Europa y los Estados Unidos. Una serie de eventos durante y luego de la Segunda Guerra Mundial exacerbaron las tensiones, incluido el pacto soviética - alemán durante los dos primeros años de la guerra dando lugar a invasiones, la demora en la invasión anfibia de la Europa ocupada por los alemanes, el apoyo por parte de los aliados occidentales a la Carta del Atlántica los desacuerdos en las conferencias de guerra sobre la suerte de Europa del este, la creación por parte de los soviéticos del bloque del este de países satélites soviéticos, los aliados occidentales diagramado por el plan Morgenthau para apoyar la reconstrucción de la industria alemana, y el plan Marshall.
La Guerra Fría comenzó poco tiempo después de terminar la Segunda Guerra Mundial, el conflicto más destructivo en la historia del planeta. Los Aliados incluidos Estados Unidos, Francia, Gran Bretaña y la Unión Soviética derrotaron a las potencias del Eje: Alemania, Japón e Italia. Varios millones de personas murieron en la guerra y el conflicto expuso los extremos del salvajismo humano.

## La Revolución Rusa
En la Primera Guerra Mundial, Estados Unidos, Reino Unido y Rusia fueron aliados durante siete meses, desde abril de 1917 hasta que los  bolcheviques tomaron el poder en Rusia en noviembre. En 1918, los bolcheviques negociaron un acuerdo de paz separado con las potencias centrales en el Tratado de  Brest-Litovsk. Esta paz acordada por separado contribuyó a que los norteamericanos desconfiaran de los soviéticos, ya que dejaba a los aliados occidentales que continuaran peleando solos contra las potencias centrales.
Debido a la revolución bolchevique de 1917 en Rusia seguido de su retiro de la Primera Guerra Mundial, la Rusia soviética se encontró aislada en el campo de la diplomacia internacional.  El líder Vladímir Lenin expreso que la Unión Soviética se encontraba rodeada por una "rueda capitalista hostil" y consideraba a la diplomacia un arma para mantener divididos a los enemigos de Rusia, comenzando con la creación del Comintern soviético, que propugnaba los alzamientos revolucionarios en el extranjero. Las tensiones entre Rusia (incluidos sus aliados) y el Oeste adquirieron una fuerte connotación ideológica. La llegada de tropas norteamericanas a Rusia en 1918, que se involucraron prestando asistencia a los blancos antibolcheviques en la Guerra Civil Rusa ayudó a fomentar las sospechas de los líderes soviéticos sobre el mundo capitalista. Este fue el primer evento que tornó a las relaciones ruso-norteamericanas en un tema importante y de largo alcance, para los líderes de cada país.

## Diplomacia entre las guerras (EE.UU) (1918–1939)
Luego de ganar la guerra civil, los bolcheviques proclamaron un desafío a nivel mundial al capitalismo. Al respecto  Iósif Stalin el líder soviético, que consideraba a la Unión Soviética una "isla ", expresó que la Unión Soviética debe trabajar para que "el actual cerco capitalista sea reemplazado por un cerco socialista."
Ya en 1925, Stalin expresó que consideraba a la política internacional como un mundo bipolar en el cual la Unión Soviética atraería países hacia el socialismo y los países capitalistas atraerían países con preferencias capitalistas mientras que el mundo se encontraba en un periodo de "estabilización temporaria del capitalismo" que precedía su eventual colapso. Varios eventos alimentaban la sospecha y la desconfianza entre las potencias occidentales y la Unión Soviética: el desafío bolchevique al capitalismo; la guerra polaco-soviética; el apoyo financiero por parte de los soviéticos en 1926 de una huelga general de trabajadores británicos que condujo a que Gran Bretaña rompiera relaciones con la Unión Soviética; La declaración de Stalin en 1927 sobre que la coexistencia pacífica con "los países capitalistas... se está retrotrayendo al pasado"; alegaciones conspirativas durante el Proceso de Shajty sobre un golpe de Estado liderado por franceses y británicos; la Gran Purga que comprendió varias campañas de represión y persecución política en las cuales más de medio millón de soviéticos fueron ejecutados; los Juicios de Moscú incluidas acusaciones de espionaje por parte de británicos, franceses, japoneses y alemanes; la muerte controvertida de 6 a 8 millones de personas en la República Socialista Soviética de Ucrania durante la hambruna en Ucrania de 1932 y 1933; el apoyo por occidente al Ejército blanco durante la Guerra Civil Rusa; la negativa de Estados Unidos de reconocer a la Unión Soviética sino hasta 1933; y la firma por parte de los soviéticos del Tratado de Rapallo. Como consecuencia las relaciones ruso-norteamericanas pasaban a ser un importante y continuo tema de preocupación para los líderes de ambos países.
Las diferencias entre los sistemas políticos y económicos de las democracias occidentales y la Unión Soviética — socialismo versus capitalismo, autarquía económica  versus libre comercio, planificación del estado versus emprendimiento privado— fueron simplificadas y refinadas en ideologías nacionales para representar dos modos de vida. Luego del Temor rojo, posterior a la primera guerra muchos en Estados Unidos consideraban al sistema soviético una amenaza. La naturaleza ateísta del  comunismo soviético también preocupaba a muchos norteamericanos. Los ideales norteamericanos de libre determinación y los Catorce Puntos del presidente Woodrow Wilson chocaban con muchas de las políticas de la Unión de Repúblicas Socialistas Soviéticas. Hasta mediados de la década de 1930, los políticos británicos y norteamericanos suponían que la Unión Soviética comunista era una amenaza mucho más grande que la Alemania desarmada y democrática y por ello gran parte de sus esfuerzos de inteligencia estaban enfocados contra Moscú. Sin embargo, también se ha sostenido que en el período entre las dos guerras mundiales, Estados Unidos tenía escaso interés en la Unión Soviética o sobre sus intenciones. Estados Unidos, luego de una mínima contribución a la Primera Guerra Mundial y la Guerra Civil rusa, comenzó a favorecer una posición aislacionista en lo que respecta a políticas globales (algo que posteriormente contribuiría a su tardío ingreso en la Segunda Guerra Mundial). Un ejemplo en este sentido es su ausencia de la Liga de las Naciones, un foro político internacional, en el espíritu de las Naciones Unidas; si bien el presidente Woodrow Wilson fue uno de los principales propulsores de la Liga de las Naciones; sin embargo el senado de Estados Unidos, se opuso a que Estados Unidos formara parte de la misma. Estados Unidos estaba experimentando un crecimiento económico sin precedentes a lo largo de la década de 1910 y comienzos de la década de 1920. Sin embargo, pronto el mundo sería afectado por la Gran Depresión y por lo tanto Estados Unidos estaba menos propenso a realizar concesiones a la política internacional mientras sufría de serios problemas internos financieros y sociales.
Además los soviéticos tenían resentimiento por la Política de apaciguamiento occidental hacia Adolf Hitler especialmente luego de la firma de los Acuerdos de Múnich en 1937.

## Pacto Ribbentrop-Mólotov y el comienzo de la Segunda Guerra Mundial (1939–1941)

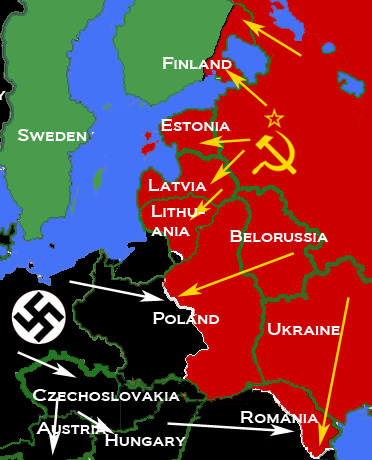
Avances militares y políticos soviéticos y alemanes en Europa central y del este 1939–1940.

Las sospechas se intensificaron cuando en el verano de 1939, luego de realizar negociaciones tanto con un grupo británico-francés y otro alemán sobre posibles acuerdos militares y políticos, la Unión Soviética y Alemania firmaron un Acuerdo comercial para potenciar el comercio de ciertos equipos militares y civiles alemanes a cambio de materia prima soviética y el Pacto Ribbentrop-Mólotov, así denominado por los nombres de los dos secretarios de relaciones extranjeras (Ribbentrop-Mólotov), el pacto incluía un protocolo adicional secreto para dividirse Polonia y el este de Europa entre los dos estados.
Una semana luego de la firma del pacto Ribbentrop-Mólotov, comenzó la partición de Polonia con la invasión alemana del oeste de Polonia. Las relaciones entre la Unión Soviética y Occidente se deterioraron aún más cuando, dos semanas luego de la invasión alemana, la Unión Soviética invade el este de Polonia coordinando con las fuerzas alemanas. Luego la Unión Soviética invade Finlandia, que también había sido cedida por el protocolo secreto del pacto Ribbentrop-Mólotov, pero sufren importantes pérdidas y finalmente acuerdan un tratado de paz provisorio mediante el cual Finlandia le cede partes del este de su territorio.  En junio, los soviéticos emiten un ultimátum exigiendo Besarabia, Bukovina y parte de la región de Hertza de Rumania, luego de lo cual Rumania cede ante las demandas soviéticas de ocupación. Ese mes, los soviéticos también se anexaron los países Bálticos de  Lituania, Estonia y Letonia
Desde agosto de 1939 a junio de 1941 (cuando Alemania rompió el pacto e invadió la Unión Soviética), las relaciones entre occidente y los soviéticos se deterioraron más aún cuando la Unión Soviética y Alemania implementaron una relación económica de gran escala mediante la cual la Unión Soviética le enviaba a Alemania materias primas vitales tales como petróleo, caucho, manganeso y otros materiales a cambio de armas, maquinaria para fábricas y tecnología alemana.  A finales de 1940, los soviéticos también comenzaron conversaciones con Alemania sobre una posible incorporación al Eje, que culminaron en un intercambio de propuestas escritas, aunque nunca se terminó de acordar la incorporación de la Unión Soviética al Eje.

## Alianza durante la Segunda Guerra Mundial (1941–1945)

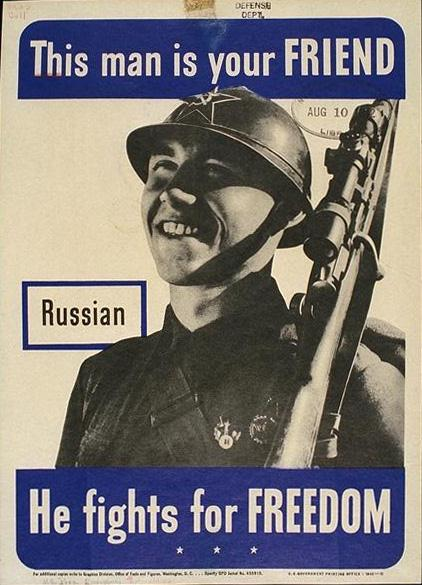
Afiche del gobierno norteamericano mostrando un amigable soldado ruso, de acuerdo a las alianzas durante la Segunda Guerra Mundial.

Durante la Segunda Guerra Mundial, Kim Philby espía encubierto de la NKVD soviética tuvo acceso a muy importante información de inteligencia del MI6 británico, y la pasó a los soviéticos.
El 22 de junio de 1941, Alemania rompió el pacto Mólotov–Ribbentrop con la Operación Barbarroja invadiendo la Unión Soviética a través de los territorios que ambos países se habían repartido con anterioridad. Stalin pasó de cooperar con Hitler (véase el Tratado Germano-Soviético de Amistad, Cooperación y Demarcación) a hacerlo con Churchill. Gran Bretaña y los soviéticos firmaron una alianza formal, pero Estados Unidos no se unió sino hasta después del ataque de Pearl Harbor el 7 de diciembre de 1941. Inmediatamente, hubo desacuerdos entre Polonia que era aliado de Gran Bretaña y la Unión Soviética. Los británicos y los polacos tenían fuertes sospechas de que, cuando Stalin había cooperado con Hitler, había ordenado la ejecución de unos 8.000 oficiales polacos prisioneros de guerra, en lo que posteriormente se denominó la masacre de Katyn. Aún a pesar de estas tensiones, los soviéticos y los aliados de occidente estaban obligados a cooperar. Estados Unidos envió grandes cantidades de material mediante el programa Préstamo y Arriendo a los soviéticos.
Durante la guerra, ambos lados tuvieron desacuerdos sobre estrategia militar, especialmente en lo que respecta a abrir un segundo frente de guerra en el oeste de Europa.
Ya en julio de 1941, Stalin le solicitó a Gran Bretaña que invadiera el norte de Francia, sin embargo los ingleses no estaban preparados para realizar dicha tarea en ese momento. Lo cual finalmente ocurrió en el día D, el 6 de junio de 1944.
A comienzos de 1944, el MI6 había revivido su Sección IX, su sección antisoviética anterior a la guerra, y Philby fue destacado allí. Philby alertó a la NKVD sobre toda la inteligencia británica relacionada con los soviéticos incluida la información que la OSS norteamericana había compartido con los ingleses sobre los soviéticos.
Los soviéticos pensaban en esa época, y lo continuaron creyendo durante la Guerra Fría, que los británicos y los norteamericanos habían demorado intencionalmente la apertura del segundo frente contra Alemania de forma de intervenir solo a último minuto e influir de esta manera sobre los acuerdos de paz y así dominar Europa.  Algunos historiadores como John Lewis Gaddis no están de acuerdo con dicha postura, presentando información sobre temas militares y estratégicos que rodearon a la invasión en Normandía. Mientras, los soviéticos experimentaban gran número de bajas, que ascendieron a veinte millones de muertos. De todas maneras, las  percepciones (o opiniones erradas) soviéticas sobre Occidente y viceversa dejaron grandes tensiones y hostilidad subyacentes entre las potencias aliadas.
Por su parte en 1944, para los aliados los soviéticos habían demorado de manera deliberada la ayuda al alzamiento de Varsovia de la ejército de resistencia polaco contra los nazis. Los soviéticos no proveyeron suministros por el aire al alzamiento, y durante bastante tiempo se negaron a permitir que los británicos y norteamericanos lanzaran suministros desde el aire. En por lo menos una ocasión, un avión soviético derribó un avión de suministro de la RAF que entregaba suministros a los insurgentes polacos en Varsovia. George Orwell realizó una advertencia pública sobre las intenciones soviéticas en la postguerra. Una 'guerra secreta' tuvo lugar entre la Armia Krajowa apoyada por la SOE británica y los partisanos soviéticos apoyados por la NKVD. En estos enfrentamientos, el agente polaco de fuerzas especiales Maciej Kalenkiewicz que había sido entrenado por los británicos fue matado por los soviéticos. Los británicos y soviéticos también apoyaban a elementos de resistencia opuestos entre sí en Yugoslavia y Grecia.
Además, ambos lados tenían ideas distintas sobre el establecimiento y mantenimiento de la seguridad al concluir la guerra. Los norteamericanos tendían a considerar la seguridad en términos situacionales, suponiendo que, si se creaba un gran número de gobiernos y mercados similares al estilo norteamericano, los países podrían resolver sus diferencias de forma pacífica, mediante organizaciones internacionales. La clave de la visión norteamericana para la seguridad del mundo de la posguerra, era un mundo de posguerra conformado sobre los principios establecidos en la Carta del Atlántico de 1941, en otras palabras, un sistema internacional liberal basado en el comercio libre y mercados abiertos. Esta visión requería reconstruir una Europa capitalista, con una Alemania saludable en su centro, que sirviera nuevamente como un polo de temas globales.
Ello también demandará el liderazgo económico y político de Estados Unidos del mundo posguerra. Europa necesitaba la ayuda de Estados Unidos si es que iba a reconstruir su producción doméstica y financiar su comercio internacional. Estados Unidos era la única potencia del mundo que no estaba devastada económicamente por la guerra. Hacia el final de la guerra, producía casi el 50% de la producción de bienes industriales del mundo.
Sin embargo, los líderes soviéticos, tendían a considerar la seguridad en términos de espacio. Este razonamiento se encontraba condicionado por las experiencias históricas de Rusia, dada la frecuencia con la cual el país había sido invadido en los últimos 150 años. La Segunda Guerra Mundial fue una experiencia especialmente dramática para los soviéticos: la Unión Soviética sufrió una devastación sin precedente como consecuencia de la matanza nazi, y más de 20 millones de ciudadanos soviéticos murieron durante la guerra; decenas de miles de ciudades, pueblos y villas soviéticas fueron arrasadas; y 30 100 fábricas soviéticas fueron destruidas. De manera de prevenir un asalto similar en el futuro, Stalin estaba determinado a utilizar al Ejército Rojo para controlar Polonia, de manera de dominar los Balcanes y destruir de forma absoluta la capacidad de Alemania para poder involucrarse en otra guerra. El problema es que la estrategia de Stalin arriesgaba confrontar con Estados Unidos un adversario igualmente poderoso, quien consideraba a las acciones de Stalin eran una violación abierta del acuerdo de Yalta.
A finales de la guerra en Europa, en mayo de 1945, los soviéticos insistían en ocupar la isla danesa de Bornholm, a causa de su posición estratégica en la entrada del Báltico. Cuando el comandante alemán local insistió en rendirse a los aliados occidentales, tal como habían hecho las fuerzas alemanas en el resto de Dinamarca, los soviéticos bombardearon la isla, causando gran número de bajas y daño entre la población civil que apenas había sido tocada por la guerra, y luego invadieron la isla y la ocuparon hasta mediados de 1946, todo lo cual puede ser considerado parte de las acciones iniciales de la Guerra Fría.
Ya antes de que terminara la guerra, parecía altamente probable que la cooperación entre las potencias occidentales y la URSS daría lugar a una intensa rivalidad o conflicto. Esto se debía básicamente a los marcados contrastes entre las ideologías políticas de las dos superpotencias, ahora las más poderosas del mundo. Mientras que Estados Unidos era un democracia de dos partidos con una economía capitalista avanzada, basada en la libre empresa y la ganancia, la Unión de Repúblicas Socialistas Soviéticas era un estado socialista de partido único con una economía planificada con fuerte presencia estatal.

## Relaciones durante la postguerra
En 1945, la Unión Soviética llevó a cabo una farsa judicial al "juzgar" a 16 líderes de la resistencia polaca que habían luchado durante la guerra contra los nazis con ayuda británica y norteamericana. Al cabo de seis años 14 de ellos habían muerto.
En los Juicios de Núremberg, el fiscal general soviético presentó información falsa en un intento de acusar a alemanes por el asesinato de unos 22,000 oficiales polacos en el bosque de Katyn cerca de Smolensk. Sin embargo, al sospechar la culpabilidad de los soviéticos, los otros fiscales aliados se negaron a apoyar la acusación, además los abogados alemanes amenazaron con presentar una defensa que sería embarazosa para los rusos. Finalmente nadie fue acusado ni encontrado culpable en Núremberg de la masacre del bosque de Katyn. En 1990, el gobierno soviético reconoció que la masacre de Katryn había sido llevada a cabo, no por los alemanes, pero sino por la policía secreta soviética.
A partir de septiembre de 1945, Witold Pilecki un miembro de la resistencia polaca y justo fue enviado por el General Anders a espiar a los comunistas en Polonia. En 1948, Pilecki fue ejecutado acusado de espionaje y de 'servir a los intereses del imperialismo extranjero'.

### Conferencias durante la guerra

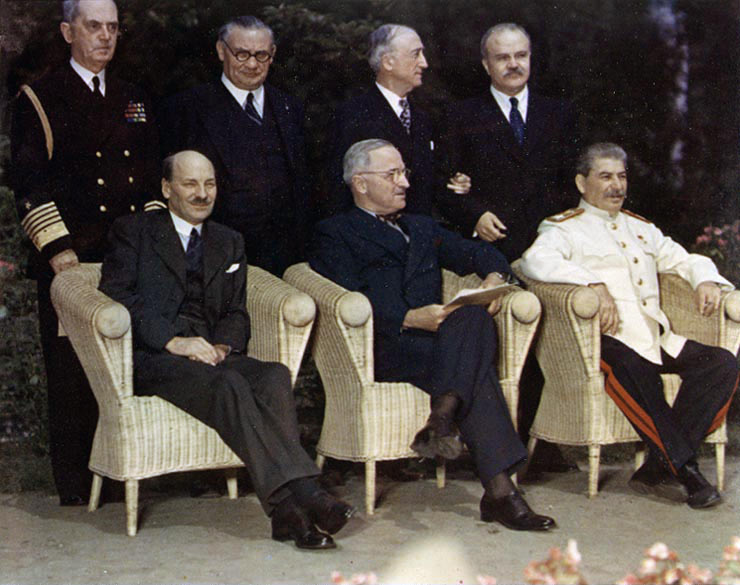
Clement Attlee, Harry Truman y Iósif Stalin en la Conferencia de Potsdam, julio de 1945.

Varios de los desacuerdos de la postguerra entre los líderes de occidente y los líderes soviéticos estaban relacionados con sus interpretaciones diferentes de las conferencias durante y posteriores a la guerra.
La Conferencia de Teherán a finales de 1943 fue la primera conferencia aliada a la cual concurrió Stalin. En la conferencia los soviéticos expresaron su frustración porque los aliados occidentales todavía no habían abierto un segundo frente contra Alemania en el oeste de Europa. En Teherán, los Aliados también conversaron sobre el estatus político de Irán. En esa época los británicos ocupaban el sur de Irán, mientras que los soviéticos habían ocupado un sector en el norte de Irán lindero con la república soviética de Azerbaiyán. De todas formas, al finalizar la guerra, surgieron tensiones sobre los tiempos para que ambos lados de retiraran de esta región con importantes reservas petroleras.
En febrero de 1945 en la Conferencia de Yalta, los Aliados intentaron definir el andamiaje para una organización de Europa en la postguerra. Los Aliados no pudieron alcanzar acuerdos firmes sobre los temas principales: la ocupación de Alemania, las compensaciones postguerra por parte de Alemania, y los préstamos. No se logró acordar un consenso final en cuanto a Alemania, más allá de acordar con un pedido soviético en que el total de las compensaciones de guerra debía ser de unos 10 000 millones de dólares "como base para negociar." Los debates sobre la composición del gobierno de postguerra de Polonia también fueron acalorados.
Luego de la victoria Aliada en mayo, los soviéticos ocuparon de hecho el este de Europa, mientras que Estados Unidos abarcaba casi toda Europa Occidental. En la Alemania ocupada, Estados Unidos y la Unión Soviética acordaron zonas de ocupación y un esquema indicativo para el control por las cuatro potencias incluidas Francia y Gran Bretaña.

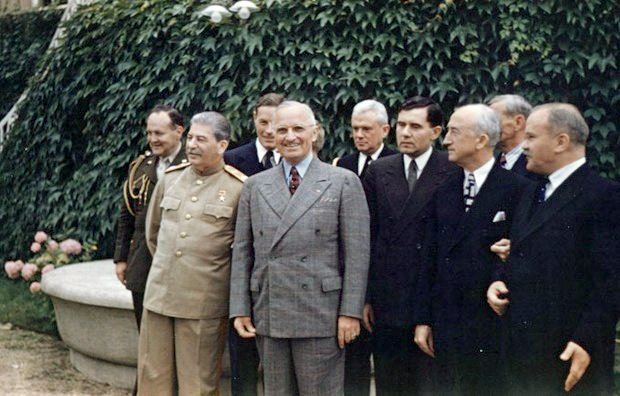
Harry S. Truman y Iósif Stalin reunidos en la Conferencia de Potsdam el 18 de julio de 1945. De izq. a dcha., primera fila: Stalin, Truman, el embajador soviético Andréi Gromyko, el secretario de estado James F. Byrnes, y el ministro de relaciones exteriores soviético Viacheslav Mólotov. Segunda fila: Truman confidant Harry H. Vaughan, el intérprete de ruso Charles Bohlen, el agregado naval de Truman James K. Vardaman, Jr., y Charles Griffith Ross (parcialmente oculto).

En la Conferencia de Potsdam que comenzó a finales de julio de 1945, los Aliados se reunieron para decidir como administrar a la Alemania nazi derrotada, que había aceptado rendirse de manera incondicional nueve semanas antes el 7 y 8 de mayo de 1945, día VE (día de la Victoria en Europa). Importantes diferencias surgieron en torno al desarrollo futuro de Alemania y de Europa del Este. En Potsdam, Estados Unidos estaba representado por un nuevo presidente, Harry S. Truman, quién el 12 de abril se hizo cargo del gobierno luego de la muerte de Roosevelt. Truman desconocía los planes de Roosevelt para la postguerra en relación con la Unión Soviética, y en general estaba desinformado sobre temas de política exterior y militares. Por lo tanto el nuevo presidente, inicialmente dependía de un grupo de asesores (que incluía al embajador ante la Unión Soviética Averell Harriman, el secretario de guerra Henry L. Stimson y el secretario de estado de Truman, James F. Byrnes). Este grupo tendía a tomar una posición más dura hacia Moscú que la que había tenido Roosevelt.  Aquellos miembros del gobierno que favorecían la cooperación con la Unión Soviética y la incorporación de las economías socialistas en un sistema mundial de libre comercio fueron marginados. Gran Bretaña estaba representada por un nuevo primer ministro, Clement Attlee, que había reemplazado a Churchill luego que el Partido Laborista venciera a los Conservadores en las elecciones generales de 1945.
Una semana después de que finalizara la Conferencia de Potsdam, los bombardeos atómicos de Hiroshima y Nagasaki incrementaron la desconfianza soviética con respecto a Estados Unidos, cuando poco después de los ataques, Stalin protestó ante personal del gobierno norteamericano cuando Truman dejó a los soviéticos casi sin influencia real sobre el Japón ocupado.
La terminación abrupta de los envíos de material de guerra desde Estados Unidos a la URSS luego de la rendición de Alemania también molestó a algunos políticos en Moscú, quienes interpretaban que Estados Unidos no tenía intenciones de apoyar a la URSS más allá de lo estrictamente imprescindible.

### Desafíos de la desmilitarización de la postguerra
Los acuerdos de la Conferencia de Yalta, a la que concurrieron el presidente norteamericano Franklin Roosevelt, el primer ministro británico Winston Churchill, y el líder soviético Iósif Stalin, fueron claves para definir el balance de poder en Europa durante el período de la postguerra.
Sin embargo, hacia el final de la guerra, Stalin estimaba que eran escasas las probabilidades de un frente anglo-norteamericano contra la Unión Soviética. Al final de la guerra, Stalin supuso que el bando capitalista retomaría su rivalidad interna sobre colonias y comercio, y que recién en una fecha posterior se dedicarían a actividades expansionistas, en vez de representar una amenaza para la URSS. Stalin pensaba que Estados Unidos cedería ante la presión popular doméstica para una desmilitarización postguerra. Los asesores económicos soviéticos tales como Eugen Varga predecían que Estados Unidos recortaría sus gastos militares, y por lo tanto padecería de una crisis de sobreproducción, que culminaría en otra gran depresión. Basándose en el análisis de Varga, Stalin supuso que Estados Unidos le ofrecería a los soviéticos ayuda para la reconstrucción postguerra, dada su necesidad de encontrar un destino para sus inversiones masivas de capital y así poder mantener la producción industrial del período de la guerra que le había permitido a Estados Unidos salir de la Gran Depresión. Sin embargo, para gran sorpresa de los líderes soviéticos, los Estados Unidos no sufrieron una crisis severa de sobreproducción en la postguerra. En contra de lo que Stalin había supuesto, las inversiones de capital en la industria continuaron manteniendo aproximadamente los mismos niveles de gasto gubernamental.
En Estados Unidos, fue difícil regresar a la economía anterior a la guerra. Si bien la cantidad de tropas en Estados Unidos se redujo a una pequeña fracción de la cantidad existente durante la guerra, no se eliminó el complejo militar-industrial norteamericano que fue creado durante la Segunda Guerra Mundial. Existían fuertes presiones para "regresar a la normalidad". El Congreso quería regresar a presupuestos pequeños y equilibrados, y las familias pedían que los soldados regresaran a sus hogares. La principal preocupación del gobierno de Truman era el bajón postguerra, y la siguiente eran las consecuencias inflacionarias de un incremento en la demanda de bienes y servicios. La G.I. Bill, aprobada en 1944, fue una respuesta a este problema: subsidiar a los veteranos para que completaran su educación en vez de inundar el mercado laboral y probablemente disparar la tasa de desempleo. Finalmente, el gobierno de postguerra de Estados Unidos guardaba un gran parecido con el gobierno en tiempos de la guerra, con grandes gastos en las fuerzas armadas —junto con las industrias militares y de seguridad. El bajón capitalista postguerra predicho por Stalin fue evitado mediante la gestión doméstica del gobierno, combinada con el éxito en promover el comercio internacional y las relaciones monetarias.

### Visiones antagónicas sobre la reconstrucción de la postguerra
Había diferencias fundamentales entre las visiones de Estados Unidos y de la Unión Soviética, entre los ideales del capitalismo y el comunismo. Estas diferencias habían sido simplificadas y refinadas en ideologías nacionales para representar dos formas de vida, cada una de ellas avalada en 1945 por desastres anteriores a la guerra. Modelos antagónicos de autarquía versus exportaciones, y de planificación estatal versus iniciativa privada, iban a servir de base para la confrontación del mundo en los años de la postguerra.
Los líderes norteamericanos siguiendo los principios de la Carta del Atlántico, tenían la esperanza de modelar el mundo posterior a la guerra abriendo los mercados mundiales al comercio internacional. Los analistas del gobierno finalmente llegaron a la conclusión que era esencial para mantener la prosperidad en Estados Unidos,  reconstruir una Europa Occidental capitalista que pudiera servir nuevamente como punto importante de referencia en el debate de los temas del mundo.
La Segunda Guerra Mundial destruyó gran cantidad de infraestructura y población en Eurasia de la cual prácticamente no se libró ningún país. Estados Unidos fue la única potencia industrial del mundo que emergió intacta, y hasta revitalizada desde un punto de vista económico. Como la mayor potencia industrial de mundo, y como uno de los pocos países físicamente intactos por la guerra, los Estados Unidos se beneficiarían de abrir todo el mundo al libre comercio. Estados Unidos tendría un mercado global para sus exportaciones, y tendría acceso irrestricto a materias primas vitales. Determinados a evitar otra catástrofe económica como la de la década de 1930, los líderes de Estados Unidos consideraban que el establecimiento del orden de postguerra era una forma de asegurar la prosperidad de Estados Unidos.
Dicha Europa necesitaba de una Alemania sana. Estados Unidos en la postguerra era una potencia económica que producía el 50% de la producción mundial de bienes industriales y un poderío militar sin rival con un monopolio de la nueva bomba atómica. También era preciso desarrollar nuevas agencias internacionales: el Banco Mundial y el Fondo Monetario Internacional, que fueron creados para asegurar una economía abierta, capitalista e internacional. La Unión Soviética decidió no formar parte de los mismos.
La visión norteamericana del mundo de la postguerra chocaba con los objetivos de los líderes soviéticos, quienes, también estaban motivados a definir la Europa de la postguerra. Desde 1924 la Unión Soviética, había asignado una mayor prioridad a su propia seguridad y desarrollo interno que a la visión de León Trotski de una revolución mundial. Por lo tanto, antes de la guerra Stalin había sido proclive a establecer relaciones con gobiernos no comunistas que reconocieran la dominación soviética sobre su zona de influencia y ofrecer tratados de no agresión.

## Creación del Bloque del Este

Cambios territoriales y anexiones territoriales entre los países del futuro Bloque del Este hasta 1948, tras concluir la Segunda Guerra Mundial.

Luego de la guerra, Stalin buscó asegurar la frontera occidental de la Unión Soviética instalando una serie de regímenes dominados por el comunismo bajo influencia soviética en los países fronterizos.  Durante y en los años inmediatamente posteriores a la guerra, la Unión Soviética anexó varios países con el estatus de Repúblicas Socialistas Soviéticas (RSS) a la Unión de Repúblicas Socialistas Soviéticas (URSS).  Muchos de ellos eran países que originalmente le habían sido cedidos por la  Alemania Nazi en el pacto Mólotov-Ribbentrop, antes de que Alemania invadiera la Unión Soviética. Posteriormente la Unión Soviética anexó los territorios del este de Polonia (incorporados en dos RSSs diferentes), Letonia (que pasó a ser la RSS de Letonia), Estonia (que pasó a ser la RSS de Estonia), Lituania (que pasó a ser la RSS de Lituania), parte este de Finlandia (RSS Carelo-Finesa, y anexada a la RSS de Rusia) y el norte de Rumania (que pasó a ser la RSS de Moldavia).
Otros estados fueron convertidos en estados satélites soviéticos, tales como Alemania Oriental, la República Popular de Polonia, la República Popular de Hungría, la República Socialista de Checoslovaquia, la República Popular de Rumania y la República Popular de Albania, que en la década de 1960 se alejó de Unión Soviética y se alineó con la  República Popular de China.
La característica distintiva del comunismo estalinista que se implementó en los estados del Bloque del Este fue la simbiosis del estado con la sociedad y la economía, lo que produjo que la política y la economía dejaran de ser esferas autónomas y distinguibles.  Inicialmente, Stalin impuso sistemas que rechazaban las características institucionales Occidentales de economía de mercado, gobierno democrático (denominado "democracia burguesa" en la jerga soviética) y el imperio de la ley subduing discretional intervention by the state. Ellos eran comunistas desde un punto de vista económico y dependían de la Unión Soviética para abastecerse de una gran cantidad de materiales.  Durante los primeros cinco años posteriores a la Segunda Guerra Mundial, se produjo una emigración masiva desde estos estados hacia el occidente, las restricciones que se implementaron posteriormente detuvieron en gran medida la emigración del Este al Oeste, excepto aquella realizada bajo acuerdos bilaterales limitados.